# Otto Treumann

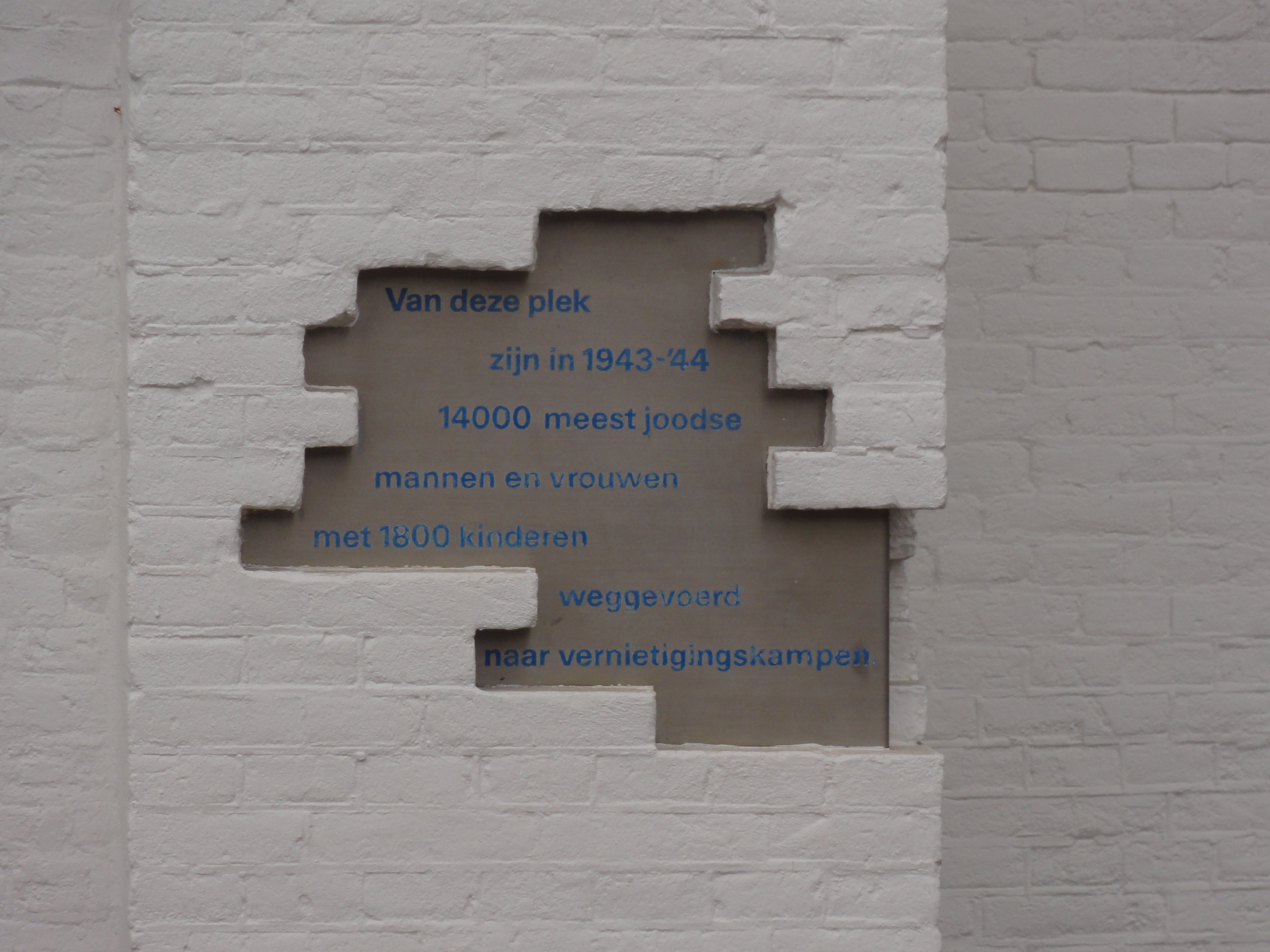
Gedenkplaat in station Vught, naar een ontwerp van Otto Treumann

Otto Treumann (Fürth (Duitsland), 28 maart 1919 – Weesp, 6 juni 2001) was een van oorsprong Duitse grafisch ontwerper, die een belangrijke rol in de Nederlandse naoorlogse vormgeving speelde.
Otto Treumann werd in Beieren geboren in een joods-liberaal gezin. In 1935 kwam hij als emigrant naar Nederland. Hij kreeg zijn opleiding aan de Nieuwe Kunstschool in Amsterdam, die volgens de Bauhaus-principes werkte.
Gedurende de bezettingstijd dook Otto Treumann onder en ging zich bezighouden met de vervalsing van persoonsbewijzen en distributiebonnen.
Na de oorlog kregen zijn affiches voor de Jaarbeurs in Utrecht en Rotterdam grote bekendheid. Hij maakte ook ontwerpen voor de Algemene Kunstzijde Unie (AKU) en werd daarvoor in 1948 onderscheiden met de H.N. Werkmanprijs.
Treumann werkte tevens voor het Stedelijk Museum in Amsterdam en het Nationale Ballet. Hij ontwierp logo's voor de Anne Frank Stichting, de Nederlandse Gasunie en vele andere bedrijven en instellingen.
Voor de PTT ontwierp hij een aantal postzegels. Zijn eerste ontwerp is van 1962, een zegel om de automatisering van het Nederlandse telefoonnet te herdenken. Andere zegels zijn bijvoorbeeld: Verzetsmonumenten (1965), Kinderzegels (1966), Benelux (1969), H.M. Juliana 70 jaar (1979) en Vincent van Gogh in 1990.
Het ontwerp van de gedenkplaat in de buitenmuur van het stationsgebouw van station Vught is eveneens van zijn hand. De gedenkplaat werd in 1984 aangebracht ter herinnering aan degenen die in 1943-1944 vanaf dat station waren weggevoerd naar vernietigingskampen.
Otto Treumann was erelid van de Beroepsvereniging Nederlandse Ontwerpers (BNO) en kreeg in 1994 de oeuvreprijs van het Fonds voor Beeldende Kunsten, Vormgeving en Bouwkunst (Fonds BKVB).
Het Archief Otto Treumann werd door de erven in oktober 2010 in langdurige bruikleen gegeven aan de Bijzondere Collecties van de Universiteit van Amsterdam.
- Biografisch Portaal: 99266688
- Digitale Bibliotheek voor de Nederlandse Letteren: treu004
- Gemeinsame Normdatei: 119372371
- International Standard Name Identifier: 0000 0000 6701 1653
- Library of Congress Control Number: n2001017817
- Nationale Bibliotheek van Israël: 987007301317905171
- Nederlandse Thesaurus van Auteursnamen: 071373659
- RKD-Nederlands Instituut voor Kunstgeschiedenis: 78168
- Istituto Centrale per il Catalogo Unico: VEAV057935
- Système universitaire de documentation: 067390374
- Union List of Artist Names: 500128079
- Virtual International Authority File: 13116622
- WorldCat: E39PBJtgXTRvbJy7pW3KY4RYfq